# Kamienica Taubenhausa w Warszawie (ul. Marszałkowska)
Kamienica Taubenhausa – zabytkowa neogotycka kamienica znajdująca się przy ulicy Marszałkowskiej 72 w Warszawie.

## Opis
Budynek został wzniesiony w 1898.

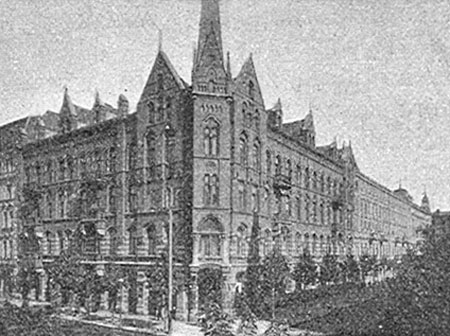
Zdjęcie kamienicy sprzed 1901 roku.

Kamienica została częściowo zniszczona w czasie II wojny światowej. Odbudowano ją ze zmianami. Na przełomie XX i XXI wieku przeprowadzono remont który przywrócił pierwotny wygląd budynku.
W 1965 roku kamienica została wpisana do rejestru zabytków.
Budynek jest siedzibą  m.in. Włoskiego Instytutu Kultury.